# Norantea
Norantea é um género botânico pertencente à família Marcgraviaceae.

## Espécies
1. ↑  «Norantea — World Flora Online». www.worldfloraonline.org. Consultado em 19 de agosto de 2020